# Lucio Settimio
Lucio Settimio (in latino Lucius Septimius; fl. 67-48 a.C.) è stato un militare romano del I secolo a.C.

## Biografia

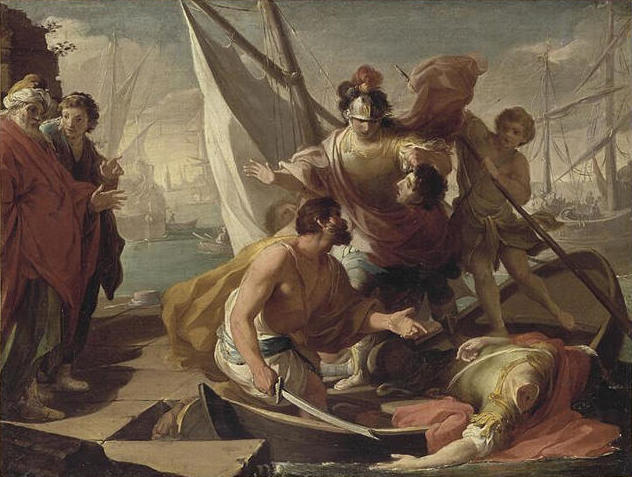
"La morte di Pompeo", anonimo, 2ª metà del XVIII secolo (Musée Magnin, Digione)

Lucio Settimio servì sotto il generale Gneo Pompeo Magno durante la guerra piratica nel 67 a.C.; successivamente fece parte dell'esercito che Aulo Gabinio utilizzò per rimettere sul trono d'Egitto Tolomeo XII nel 55 a.C. e rimase ad Alessandria al comando dei Gabiniani. Nel 48 a.C. era tribuno militare quando in Egitto approdò Pompeo, sconfitto da Cesare nella battaglia di Farsalo; Pompeo chiese aiuto al sovrano Tolomeo XIII, ma questi, su consiglio dei suoi reggenti vista la sua giovane età, decise di far assassinare Pompeo per guadagnarsi il favore di Cesare. L'ambasceria egizia che accolse Pompeo era formata da Achilla, Settimio e il centurione Salvio; Pompeo fu rassicurato dalla presenza di Settimio, conoscendolo dalla guerra piratica, tuttavia fu proprio lui il primo a pugnalarlo, seguito dagli altri, il 28 settembre.

## In letteratura e nei media
La letteratura successiva attribuì la morte di Pompeo al solo Settimio, o comunque fece ricadere su di lui la responsabilità principale. È il caso, ad esempio, del poema epico romano Pharsalia del poeta Marco Anneo Lucano, in cui il fatto che Settimio, un cittadino romano, fosse in combutta con un re straniero viene visto come estremamente negativo. Lucano dipinge Settimio come l'archetipo del traditore: "Che fama avrà nel tempo a venire Settimio? Con quale appellativo potranno definire questo misfatto coloro che hanno chiamato sacrilego l'assassinio di Bruto?".
Nell'opera dei drammaturghi inglesi Philip Massinger e John Fletcher The False One (1620 circa), Settimio è il protagonista, il "falso" del titolo. Appare anche nell'opera di Pierre Corneille La Mort de Pompée (1643). Nel 1910, John Masefield parlò di Pompeo e di Settimio The Tragedy of Pompey the Great. Appare anche nell'opera drammatica di George Bernard Shaw Caesar and Cleopatra (Cesare e Cleopatra, 1898), e nella serie televisiva della HBO Roma (negli episodi 7 e 8 della prima stagione, "Farsalo" e "Cesarione"). Nell'opera di Shaw Cesare perdona Settimio, mentre in Roma ne ordina l'esecuzione. 
Settimio è uno dei principali antagonisti del videogioco Assassin's Creed Origins, in cui è il membro dell'Ordine degli Antichi (che poi diverrà l'Ordine dei Templari) soprannominato "Lo Sciacallo".	Nel videogioco è doppiato da Jonny Glynn nella versione originale e da Pino Pirovano in quella italiana.